# Jüdischer Friedhof (Vlachovo Březí)
Koordinaten: 49° 5′ 8,5″ N, 13° 57′ 31,1″ O

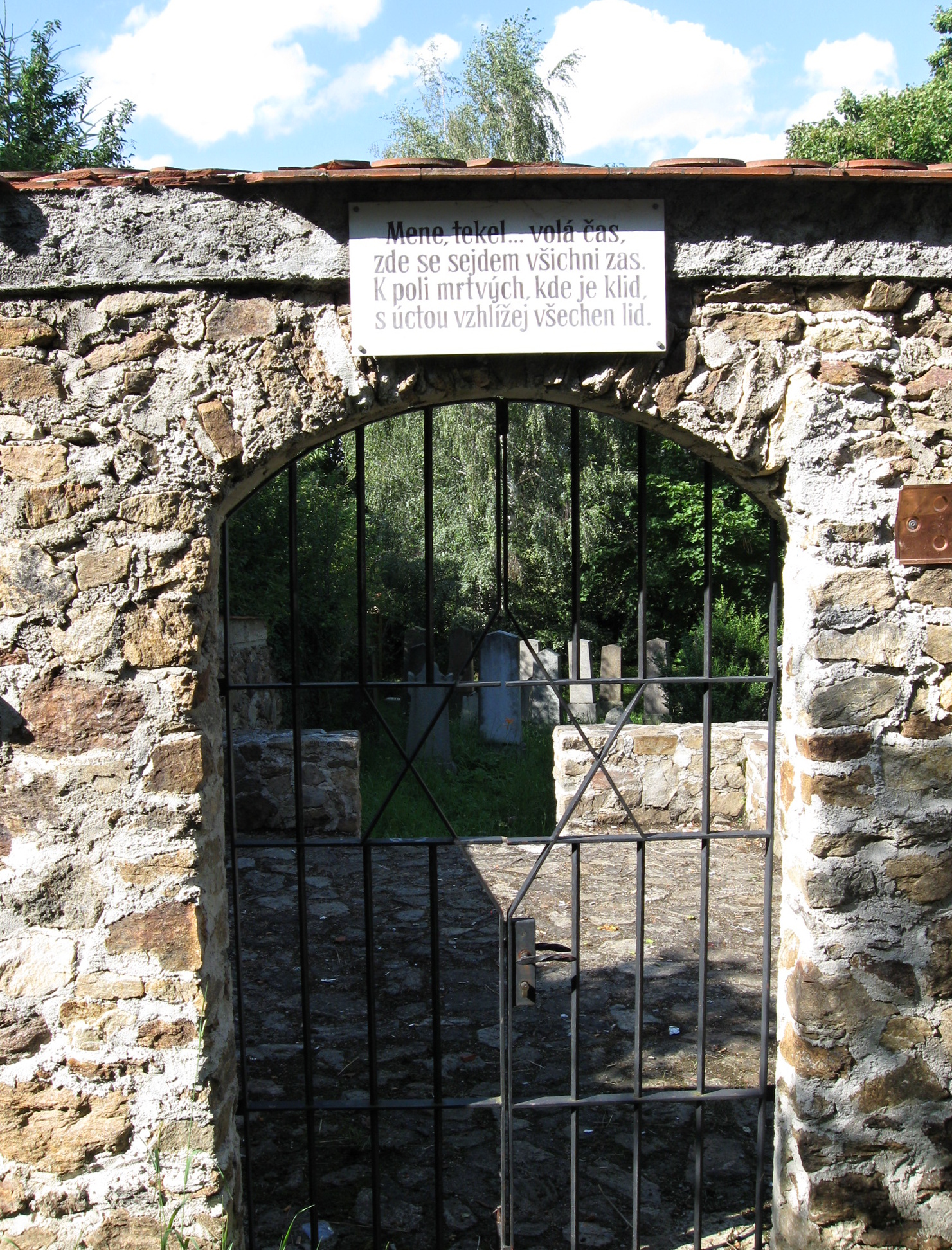
Eingang zum jüdischen Friedhof in Vlachovo Březí

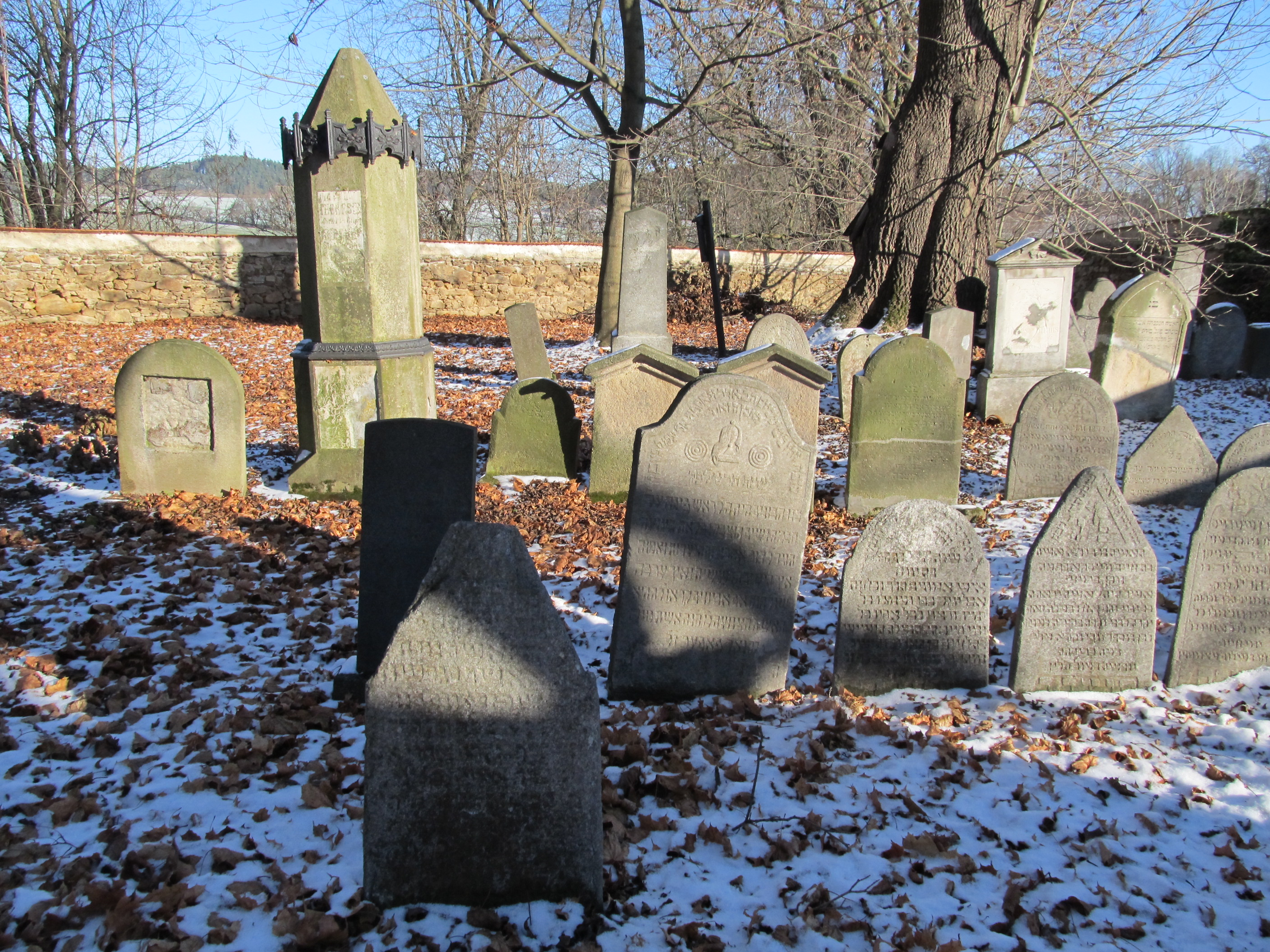
Grabsteine

Der Jüdische Friedhof in Vlachovo Březí, einer Gemeinde im tschechischen Okres Prachatice im Jihočeský kraj (Südböhmische Region), wurde 1692 angelegt. Der 1378 m² große Jüdische Friedhof ist seit 1988 ein geschütztes Kulturdenkmal.